# Onthophagus clypeatus
Onthophagus clypeatus là một loài bọ cánh cứng trong họ Bọ hung (Scarabaeidae).